# Hjem til jul
Hjem til jul er en dansk kortfilm fra 1988 med instruktion og manuskript af Anne Wedege.

## Handling
Maria besøger sine forældre juleaften. Forventningerne til denne aften er så store, at den kun kan udvikle sig til en fiasko. En tragi-komisk skildring af familielivet.